# Hexorthodes alamosa
Hexorthodes alamosa là một loài bướm đêm trong họ Noctuidae.